# Bloque Independentista de Cuchas
Bloque Independentista de Cuchas (BIC) és un bloc creat per Astral (antiga joventut d'Estat Aragonès), Estau Aragonés, Chobenalla Aragonesista (joventut de la CHA), A Enrestida, Sendicato d'os Treballadors d'Aragón i Puyalón el 2007 amb la intenció d'aplegar les organitzacions independentistes aragoneses en un mateix bloc que organitzi projectes en comú per a aconseguir la independència i el socialisme a Aragó.
Puyalón i Chobenalla formaven part de Chunta Aragonesista, però en 2004 Chobenalla en fou expulsada per la seva posició clarament independentista i revolucionària. Des de setembre del 2008 Estau Aragonés, membre fundador, i Astral, que són les seves joventuts, no formen part del BIC. El primer fou expulsat per serioses discrepàncies amb la resta d'organitzacions del bloc, i les seves joventuts, que eren membre col·laborador, abandonaren el bloc voluntàriament. Des que es creà el bloc, han estat diversos els actes que s'han realitzat, com el festival Esfendemos a Tierra a Artieda, jornades sobre sindicalisme, manifestacions en favor de la independència i el socialisme, participació en plataformes, barres i activitats alternatives a les Festes del Pilar, presència en les cincomarzadas, 23 d'abril, etc.
Des que en 2010, fruit de la confluència entre Astral i Chobenalla Aragonesista, es conformà l'actual Purna, que al seu torn en 2016 es va fusionar amb A Enrestida, el Bloque va deixar de tenir activitat, quedant conformat l'espai sobiranista amb Puyalón com a partit de referència i Purna com a col·lectiu juvenil i sindicat estudiantil, i SOA com el sindicat.